# Saint-Étienne-de-Montluc
Saint-Étienne-de-Montluc település Franciaországban, Loire-Atlantique megyében. Lakosainak száma 7739 fő (2022. január 1.). Saint-Étienne-de-Montluc Cordemais, Couëron, Le Pellerin, Sautron és Vigneux-de-Bretagne községekkel határos.

## Népesség
A település népessége az elmúlt években az alábbi módon változott:
| Lakosok száma | 3595 | 5018 | 5759 | 6587 | 6627 | 6840 | 7129 | 7515 | 7578 | 7739 |
|               | 1968 | 1982 | 1990 | 2006 | 2013 | 2015 | 2017 | 2019 | 2020 | 2022 |